# Trípoli (Líban)
Trípoli (àrab: طربلس, Ṭarābulus, pronunciat Ṭrāblus localment; també anomenada طرابلس الشام, Ṭarābulus ax-Xām, literalment ‘Trípoli de Síria’, per tal de distingir-la de Trípoli de Líbia) és la segona ciutat del Líban, amb uns 500.000 habitants. 80% de la població són musulmans sunnites. És capital del muhafaza del Líban Nord. En català antic es deia Trípoli de Súria (en italià Trípoli di Suria) i se l'anomenava fins a la meitat del segle passat Trípoli de Síria com a contraposició a Trípoli de Líbia o Trípoli de Barbaria. Actualment se la distingeix sovint com Trípoli del Líban. Està situada al nord del país, a 85 km de Beirut.
És avui un gran port comercial. El seu port es diu El Mina i té una refineria on arriba petroli dels pous de Kirkuk a l'Iraq. La seva població actual voreja el mig milió d'habitants, però eren menys de 200.000 fa només trenta anys.

## Història
El seu nom ve del grec Trípolis ("tres ciutats"), així anomenada per la seva separació en tres parts distintes destinades als comerciants vinguts de Tir, Sidó i Arwad, les tres ciutats fenícies que la van fundar vers el 700 aC en un lloc situat una mica al nord del cap Theuprosopon. Tenia un gran port i els seus habitants es dedicaven activament al comerç marítim.
Possessió persa, macedònia, dels diàcons, egípcia, selèucida, armènia, romana i romana d'Orient (sota els quals fou seu d'un bisbat que la tradició diu que va tenir un primer bisbe nomenat personalment per sant Pere), el port fou bloquejat per l'azdita Sufyan ibn Mudjib durant el califat d'Uthman ibn Affan (644–656) que va construir un fort aïllant la ciutat del seu rerepaís; els habitants van demanar ajut per vaixell als romans d'Orient, i els vaixells grecs van poder evacuar a la població (645 o 646) i el governador de Síria Muàwiya la va repoblar amb jueus. La ciutat fou bloquejada per mar pels romans d'Orient i només hi van restar l'amil (governador militar) i la guarnició. Un intent romà d'Orient de recuperar la ciutat va fracassar i els comandants romans d'Orient, perseguits per mar, foren capturats i executats; no per això ho van deixar de provar i hi va haver altres intents que són esmentats a les fonts àrabs i gregues. El 968 Nicèfor Focas, el 975 Joan I Tsimiscés i el 990 Basili II ho van provar sense èxit. Al segle xi l'almirall fatimita amb base a Trípoli era l'únic responsable militar de Síria que no estava supeditat al governador de Síria amb seu a Damasc, sinó que depenia directament del Caire. Sota els fatimites la ciutat va arribar a 20.000 habitants i es va construir una gran mesquita al centre; els drets del port pagaven a la guarnició fatimita.
El 1101, després de la primera croada, la ciutat fou assetjada per Ramon IV de Tolosa al que s'havia assignat el comtat de Trípoli. El setge va durar gairebé 10 anys i va provocar seriosos danys a la ciutat, que va caure sota el domini dels croats el 12 de juliol de 1109. Els croats van construir durant el setge un fort anomenat Mons Peregrinus (els àrabs li van dir Sandjil o Djabal Sandjil, muntanya de Sant Geli); en aquesta fortalesa va morir Ramon IV el 1105. Després de la conquesta el 1109 va esdevenir la capital del comtat amb forta presència occitana, que fou un dels principals estats francs del Pròxim Orient.
El 1170 va ser greument afectada per un terratrèmol. Jerusalem va caure el 1187 però Trípoli es va mantenir un segle més. El 1289 fou conquerida pel soldà mameluc egipci Qalawun al-Alfi, capitulant el 26 d'abril; fou destruïda pels mamelucs, però es va reconstruir una mica més a l'interior, a la vora de Mons Peregrinus. L'antiga ciutat va restar com a barri portuari amb el nom d'El Mina. Botrys, Bukaya o el Djabal al-Nusariyya foren alguns dels llocs que van dependre de Trípoli al segle xiv.
El 1516 va caure en mans dels otomans que la van fer capçalera d'un sandjak. El 1570 fou elevada a eyalat incloent la Síria central (amb Homs i Hamah). El 1607 fou ocupada temporalment i saquejada per Ali ibn Djanbulat, aliat de Fakhr al-Din II Maan. El 1624 el fet es va repetir però ara fou el mateix Fakhr al-Din II. Al començament del segle tenia 1.788 famílies (9000 habitants) de les quals 1-294 eren musulmanes, 316 cristianes i 178 jueves, i va passar a 1.320 famílies el 1623 (749 musulmanes, 432 cristianes, 139 jueves); la ciutat estava dividida en dues parts pel Nahr Abu Ali.
El segle xviii va veure un declinar acusat de la ciutat. El 1801 Ahmad Djazzar Paixà de Sidó (fins a 1804) va nomenar governador a Mustafa Barbar Aba, i aquest va restablir l'orde cooperant amb l'emir Baixir Xihab II i va governar fins a 1835. El 1861 Trípoli fou convertida en capital d'un liwa de la wilaya de Beirut i després del 1876, sota el govern del gran visir Mithat Paixà, i després amb aquest com a governador de Damasc (1877-1880), Trípoli es va modernitzar; es van construir una carretera i una via fèrria fins a Homs. El 1880 la ciutat estava dividida en sis barris: Haddadin, Nuri, Muhaytira; Rummani, Suwayka i Bab al-Hadid. Al final del segle la ciutat va començar a créixer fora de les muralles. El 1909 es va obrir la carretera fins a Beirut i el 1911 es va inaugurar la via fèrria Trípoli-Alep. Llavors Trípoli (incloen El Mina) tenia 32.500 habitants (8.500 a al-Mina) dels quals 24.100 eren musulmans sunnites, 6.800 grecs ortodoxos i 1500 maronites. La ciutat fou contrària al Comitè Unió i Progrés. L'1 d'octubre de 1918 l'emir Faysal ibn Husayn entrava a Damasc i va nomenar governador de Trípoli a Abdul Hamid Karami; el 12 d'octubre això no obstant, van desembarcar els francesos. L'agost de 1920 aquests van crear el Gran Líban com a mandat de la Societat de Nacions, i el van separar de la Gran Síria. Karami, no reconegut ni com a mufti ni com a governador, va encapçalar la gihad contra els francesos en qualitat de "zaim" dels sunnites, però no va aconseguir res. Va seguir els destins del Gran Líban, rebatejat Líban. El 1943 aquest estat va esdevenir república independent que fou reconeguda després de la guerra. El 1945 Abdul Hamid Karami va esdevenir primer ministre libanès però no va aconseguir ser reconegut com a zaim de la comunitat sunnita de tot el país.

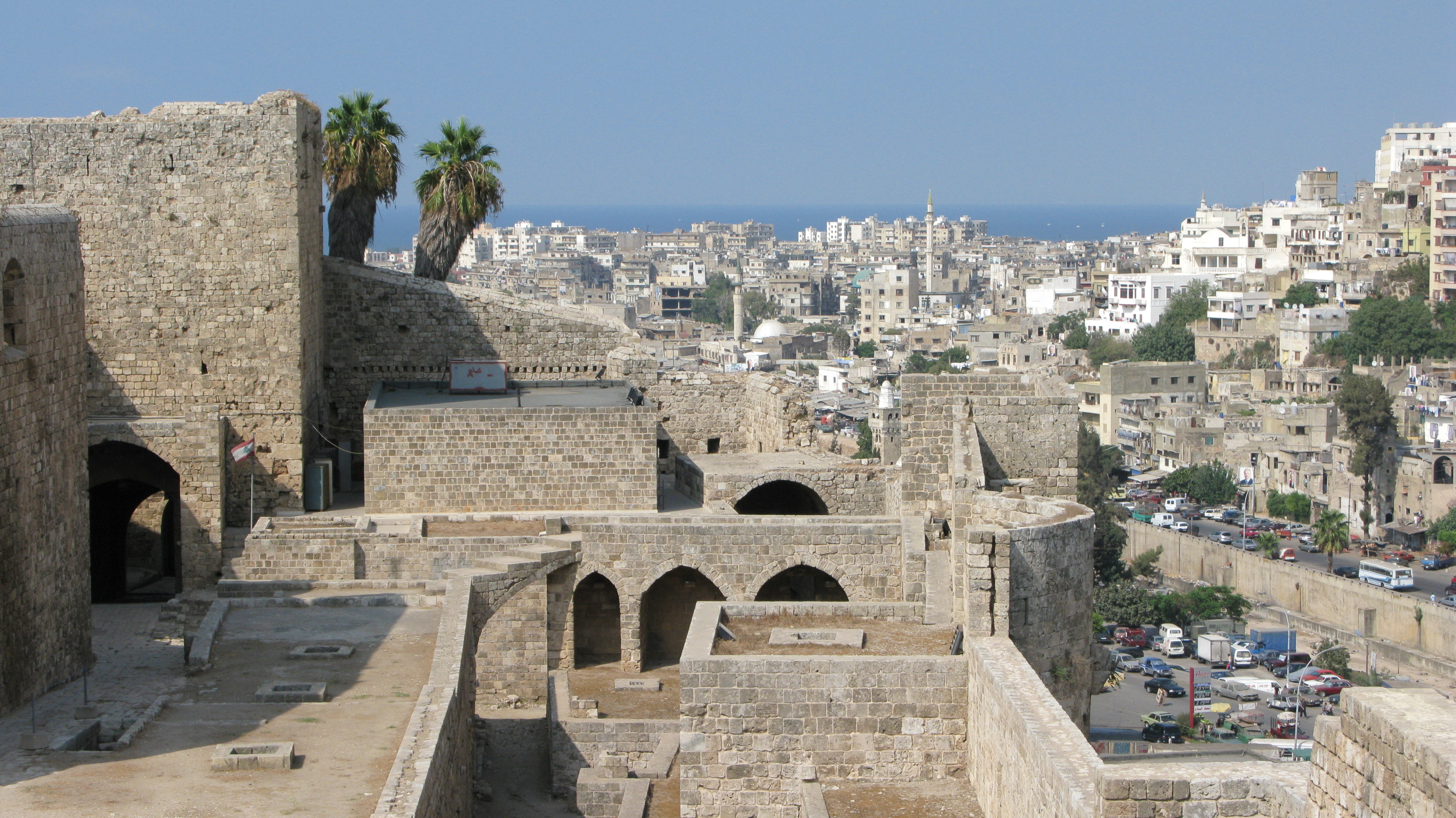
La ciutat de Tripoli

El 1958 va esclatar a Trípoli la primera guerra civil libanesa sota Rashid Karami, fill d'Abdul Hamid Karami. El president Camille Chamoun volia unir Líban als països occidentals però els tripolitans s'hi oposaven i estaven influïts per Gamal Abdel Nasser que cridava a la unitat dels àrabs. El 1970 fou a Trípoli que va sorgir l'anomenat Estat dels Fora de la Llei (Dawlat al-matlubin). El 1975 va esclatar la segona guerra civil libanesa i a Trípoli va agafar el control el Moviment d'Unificació Islàmica (Harakat al-Tawhid al-Islami), una federació de tots els grups sunnites a la ciutat dirigida pel xeic Said Shaban. El 1983 la ciutat va esdevenir refugi de l'Organització d'Alliberament de Palestina i de Yasser Arafat, expulsats de Beirut, però d'allí foren també expulsats pels bombardejos sirians i van haver de sortir del Líban. Després d'una forta repressió siriana als barris musulmans, Shaban va acabar donant suport a Damasc a la tardor de 1985. A causa de la guerra el comerç va decaure notablement; les lluites partidistes i les seqüeles de la guerra van impedir un desenvolupament sostingut a l'inici dels anys vuitanta, però després va començar a agafar volada. El 1995 tenia 300.000 habitants i estava recuperant la seva posició de segon centre econòmic del Líban, aprofitant la riquesa de la plana fèrtil de la Kura al sud i est, i de la plana d'Akkar al nord. L'oleoducte que arriba a la Mediterrània al nord de la ciutat, que havia estat fora de servei, fou recuperat i portava el petroli des del camp de Kirkuk, però això fou afectat per l'embargament internacional al règim iraquià i després la guerra. També disposa d'una refineria de petroli al sud de la ciutat i d'una fàbrica de ciment a Chekka (la més gran del Líban).
El 2007 era centre d'activitat d'un grup islamista suposadament vinculat a al-Qaeda, anomenat Fatah al-Islam, format principalment per palestins. L'exèrcit libanès va intervenir a la ciutat i es van lliurar combats al camp de refugiats de Nahr al-Bāred. El 2008 hi va haver altre cop combats entre les faccions sunnites que donaven suport al govern i les xiïtes que s'hi oposaven, i l'exèrcit va intervenir altre cop. La lluita va durar d'abril a juny. El 28 de juny va esclatar una bomba que va matar algunes persones i en va ferir moltes més al barri de Bab al-Tebbaneh; un altre bomba el 13 d'agost va causar 10 mort incloent alguns soldats libanesos. El 8 de setembre el cap sunnita Saad Hariri i el xiïta, Ali Aid, van signar un acord per posar fi a la violència, que establia el desplegament de l'exèrcit nacional.

## Llocs i monuments
La ciutat és coneguda per l'antiga ciutadella de Sant Gil, que fou la residència dels comtes de Trípoli. Avui és un lloc turístic.

## Governants
- Dinastia dels Banu Ammar
  - Amin al-Dawlah Hassan 1070-1072
  - Djalal al-Malik Ali 1072-1099
  - Fakhr al-Mulk 1099-1101
- Comtat de Trípoli
  - Ramon I (Ramon IV de Sant Gèli, comte de Tolosa) 1106
  - Bertran de Sant Gèli 1109-1112
  - Ponç 1112-1137
  - Ramon II 1137-1151
  - Ramon III 1151-1187
  - Bohemon I (III d'Antioquia 1163-1201) 1187-1201 (regent)
  - Ramon IV (I d'Antioquia) 1201-1216
  - Rupin d'Antioquia 1216-1219
  - Bohemon II (IV d'Antioquia) 1219-1233
  - Bohemon III (V d'Antioquia) 1233-1251
  - Bohemon IV (VI d'Antioquia 1251-1268) 1251-1274 (perd Antioquia però en conserva el títol)
  - Bohemon V (VII d'Antioquia) 1274-1287 (títol d'Antioquia només nominal)
  - Sibil·la 1287
  - govern local 1287-1288
  - Llúcia 1288-1289
- A Egipte 1289
- Nawruz al-Harzi 1412-1414
- A Egipte 1414
- Als otomans 1516
  - emirs maànides o Banu Maan
    - Fakhr al-Din I 1516-1544
    - Qurqumaz 1544-1585
    - Fakhr al-Din II 1590-1635
    - Mulhim I 1635-1657
    - Ahmad 1657-1697

  - emirs xihàbides
  - Bashir I Shihab 1697-1707
  - Haidar 1707-1732
  - Mulhim II 1732-1754
  - Mansur 1754-1770
  - Yusuf 1770-1788
  - Bashir II 1788-1840 (primer emir cristià, sota sobirania egípcia del 1832 al 1840)
  - Bashir III 1840-1842

## Persones il·lustres
- Jalid Ziyada (1952), escriptora